# جاده یک‌طرفه
«جاده یک‌طرفه» نام یکی از پرطرفدارترین تک‌آهنگ‌های مرتضی پاشایی می‌باشد که در سال ۱۳۹۲ منتشر شد.
وی با ترانه «جاده یک طرفه» به سرعت پله‌های شهرت را پیمود. مرتضی پاشایی تنها یک آلبوم رسمی در بازار موسیقی داخل ایران با نام یکی هست منتشر کرده بود. «جاده یک‌طرفه» در زمان انتشارش در رادیو جوان ۲۲ میلیون بار شنیده شد.

## ساخت
به گفته مهرزاد امیرخانی (ترانه‌سرای جاده یک طرفه)، تک آهنگ جاده یک طرفه و تک آهنگ قلبم رو تِکراره (با صدای مرتضی پاشایی) در یک شب ساخته شدند اما قلبم رو تکراره، یک سال بعد به انتشار رسید. این تک آهنگ حوالی ساعت ۳ صبح ساخته شد و تمام سازهای استفاده شده درون قطعه را مرتضی پاشایی برای نوازندگان تعیین کرد. به گفته امیرخانی، او و مرتضی پاشایی این آهنگ را بارها و بارها در راه تهران-کرج گوش داده و گریه کردند.

## نماهنگ
ساخت نماهنگ این تک آهنگ در سال ۱۳۹۲ به پایان رسید. کارگردانی این موزیک ویدئو را بهمن تیرگان بر عهده داشت. این نماهنگ که در سالنی در برج میلاد ضبط شده بود بارها در زمان حیات و درگذشت مرتضی پاشایی توسط صدا و سیمای جمهوری اسلامی ایران پخش شد. نماهنگ جاده یک طرفه دومین نماهنگ رسمی مرتضی پاشایی در دوران فعالیت اوست.

## عوامل
- ملحن: مرتضی پاشایی
- ترانه‌سرا: مهرزاد امیرخانی
- تنظیم کننده: مرتضی پاشایی

## جوایز
برنده جایزه بهترین قطعه موسیقی پاپ خارج از آلبوم سال ۱۳۹۲ با انتخاب مردمی در دومین جشنواره موسیقی ما

## بازخوانی
«جاده یک‌طرفه» علاوه بر مرتضی پاشایی، توسط محمد علیزاده و فرزاد فرزین نیز خوانده و در کنسرت‌هایشان اجرا شده‌است.